# Anthony Andrews
Anthony Corin Gerald Andrews, född 12 januari 1948 i Finchley i London, är en brittisk skådespelare.

## Biografi
Anthony Andrews är son till en dansös och en orkesterdirigent och växte upp under tämligen fattiga förhållanden tillsammans med sina fyra syskon. På grund av sina många roller som engelsk överklassnobb tros han dock ofta komma från en mer privilegierad bakgrund.
Han började sin karriär som teaterskådespelare vid Chichester Festival Theatre. Han har i första hand fokuserat sin karriär på arbete inom teatern, men han har även jobbat en hel del med tv.
Han är för svensk publik förmodligen mest känd som Ivanhoe i tv-filmen med samma namn (1982), som vanligtvis sänds i svensk tv varje nyårsdag, och från tv-serien En förlorad värld (1981), baserad på Evelyn Waughs roman med samma namn. För sin roll som den alkoholiserade och djupt olycklige Sebastian Flyte i En förlorad värld vann han 1981 bland annat det brittiska filmpriset BAFTA och en amerikansk Golden Globe för bäste tv-skådespelare.
Andrews är sedan 1971 gift med den före detta skådespelaren Georgina Simpson och paret har tre barn tillsammans. Han är uttalad dyslektiker och en hängiven anhängare av välgörenhetsgrupper som arbetar mot uppkomsten av anorexia sedan en av hans döttrar under unga år drabbades av sjukdomen.

## Filmografi i urval
- 1971 – Herrskap och tjänstefolk (TV-serie)
- 1974 – David Copperfield (TV-serie)
- 1975 – Attentat i gryningen
- 1979 – Danger UXB (TV-serie)
- 1981 – En förlorad värld (TV-serie)
- 1982 – Ivanhoe
- 1982 – Den röda nejlikan
- 1983 – Sparkling Cyanide - efter Agatha Christies roman
- 1985 – Träffpunkt Genéve
- 1988 – Prinsen och mrs Simpson
- 1992 – Jewels (TV-serie)
- 1995 – Haunted
- 2000 – David Copperfield
- 2001 – Love in a Cold Climate (TV-serie)
- 2003 – Spionerna från Cambridge (TV-serie)
- 2006 – Miss Marple (TV-serie)
- 2010 – The King's Speech
- 2012 – Birdsong (TV-serie)